# 張詧

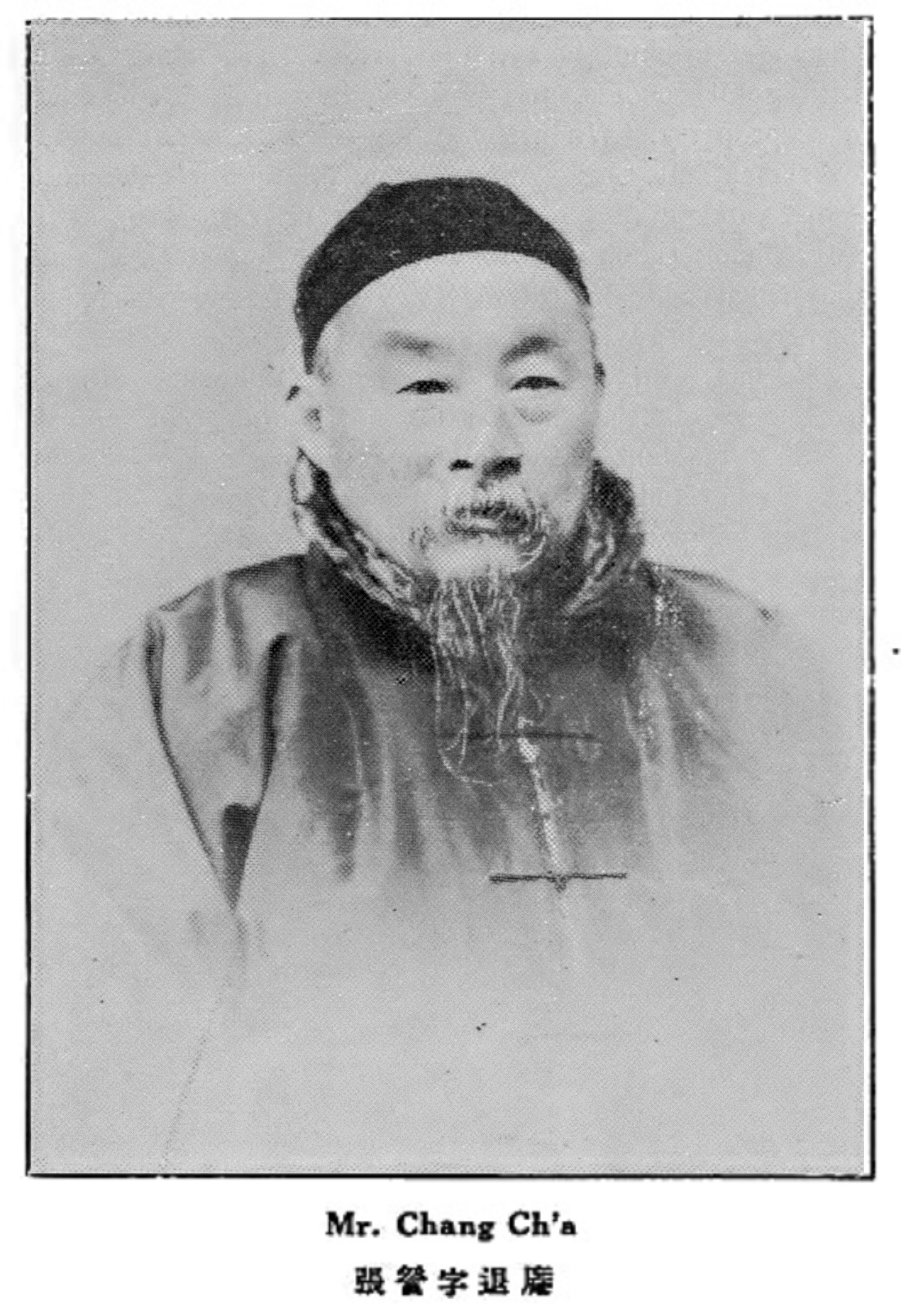

张詧（1851年—1939年1月26日），字叔俨，小名长春，号退庵、退翁，江苏海门人，为张謇的三兄，人称张三先生，自称张叔子。中国实业家。

## 生平
张詧生于咸丰元年（1851年）。故里在江苏省海门直隶厅常乐镇（今属江苏省南通市海门区）。有同母兄张謩、弟弟张謇。生母金氏是曾外祖母殷氏为父亲张彭年“兼祧”曾外祖吴圣揆，所娶的第二房妻子。嫡母葛氏生兄张誉老五、弟张警。因“兼祧”之故，金氏所生的兄弟三人在出生后姓吴。张詧初名吴长春。成年后，复姓张。
光绪五年（1879年）四月，他报捐县丞，光绪十五年（1889年）他任南昌县帮审，光绪十六年（1890年）他任良口厘差，光绪十八年（1892年）九月，他署贵溪县知县，光绪二十二年（1896年）他被湖广总督张之洞调为湖北宜昌川盐加厘局坐办。光绪二十五年（1899年）九月，他调回贵溪县任知县，光绪二十六年（1900年）二月，他补宜春县知县，光绪二十七年（1901年）他任江西东乡县知县。光绪二十八年（1902年）他任江西学正。
1903年，经张謇“力劝引退”，张詧回到南通协助张謇办实业。他们创办了大生纱厂、通海垦牧公司、大达轮船公司、广生油厂、复兴面粉厂、阜生丝厂、资生铁厂以及淮南盐垦各公司。张詧历任大生纱厂、崇明大生分厂、复兴面粉厂协理，劝学所总董，筹备自治公所董事会副会长，通州翰墨林印书局股份有限公司总理，通崇海泰总商会、农会、南通港务会会长，南通河工学校、南通纺织专门学校、南通商业学校、私立南通医科专门学校校长或总董，南通女子师范学校名誉校长等职。
宣统元年（1909年）夏，他被江苏巡抚瑞澂任命为江苏农工商局总办。宣统二年（1910年）夏，他辞职回到南通。宣统三年（1911年）武昌起义爆发后，他被推举为南通民政长兼总司令。民国2年（1913年），他辞职，重新投身实业。民国3年（1914年）冬，他创办大有晋盐垦公司、大豫盐垦公司。民国6年（1917年）和民国7年（1918年），他在大丰县境内先后创办大丰盐垦公司、通遂盐垦公司、遂济盐垦公司、通济盐垦公司，并任大丰、通济等盐垦公司总理。1921年10月，他创办南通交易所。
1927年北伐军攻克南通，他因被举报为“土豪劣绅”而逃到大连居住。1931年，他迁居上海。
1939年1月26日，他在上海寓所逝世，享年88岁。